# Лі Ольга Сергіївна
Ольга Сергіївна Лі (нар. 22 липня 1986, Абай, Карагандинська область, КазРСР, СРСР) - депутат Курської обласної думи (2011-2016), головний редактор курської газети «Народний журналіст». У 2016 році - кандидат в депутати Державної Думи від партії «Яблуко».

У 2016 році Лі здобула популярність завдяки своєму публічному зверненню до Володимира Путіна. У ньому Ольга негативно характеризувала зовнішню і внутрішню політику президента, яка призвела, на думку Лі, до краху фінансової системи Росії і придушення прав громадян.

## Біографія
Народилася в 1986 році в казахстанському Абаї. На початку 1990-х з сім'єю переїхала до Курська.
У 2003 році вступила на економічний факультет Південно-Західного державного університету, навчалася на заочній формі. Працювала журналістом в Міжнародному журналі "Саша".
За підтримки курського підприємця Констянтина Березина заснувала газету «Народний журналіст»  для публікації «звернень, скарг і радостей». Також газета публікувала компромат.
У 2011 році обрана депутатом Курської обласної думи за списком КПРФ (без вступу в партію).
У 2012 році ініціювала збір підписів за відставку чинного губернатора Курської області Олександра Михайлова.
На виборах в Державну думу VII скликання Ольга Лі очолила регіональні списки партії « Яблуко » в Курській і Білгородській областях, а також була висунута кандидатом по Курському одномандатному округу № 109. За підсумками виборів Лі зайняла 4 місце з 10,15% голосів виборців, поступившись кандидатам від «Єдиної Росії», КПРФ і ЛДПР, але обійшовши представника «Справедливої Росії», чинного депутата Державної думи Олександра Четверикова.

## Відеозвернення до Путіна і кримінальні справи
2 березня 2016 року Ольга Лі опублікувала на Youtube відеозвернення до Володимира Путіна, в якому різко розкритикувала його зовнішню і внутрішню політику. Після цього проти неї порушили дві кримінальні справи - за звинуваченням у наклепі і екстремізмі, а курські депутати визнали її винною в «посяганні на конституційний лад».
У жовтні 2016 року кримінальну справу проти Ольги Лі в обвинуваченні її в екстремізмі було припинено за відсутністю складу злочину (звинувачення в наклепі залишилося). У листопаді того ж року було повернуто в прокуратуру кримінальну справу за звинуваченням Ольги Лі в наклепі стосовно судді, порушену в березні 2016 року. 26 червня 2017 року Ольга Лі була засуджена за наклеп щодо судді Людмили Шуров і їй присуджений штраф в розмірі 90 тис. рублів.
На початку березня 2019 року засновник газети «Народний журналіст» Костянтин Березін повідомив, що Ольга Лі була змушена піти з газети і з політики, так як неодноразово отримувала погрози не тільки на свою адресу, але і на адресу її малолітніх дітей, з боку ряду представників державних силових структур (в тому числі, погрози на адресу Ольги Лі при численних свідках були висловлені і депутатом Віктором Карамишевим). З огляду на те, що Ольга вже неодноразово зіткнулася з реальним проявом ряду подібних загроз раніше, ці чергові погрози вона сприйняла більш ніж серйозно і була змушена прийняти таке рішення.